# Alfonso Pérez (Boxer)
Alfonso Pérez (* 16. Januar 1949 in Cartagena) ist ein ehemaliger kolumbianischer Boxer. 
1970 gewann Pérez im Leichtgewicht (-60 kg) die Zentralamerika- und Karibikmeisterschaften und 1971 bei den Panamerikanischen Spielen die Silbermedaille. 1972 erreichte Pérez nach Siegen über Peter Odhiambo, Uganda (5:0), Karel Kaspar Tschechoslowakei (5:0), und Eraslan Doruk, Türkei (3:2), das Halbfinale der Olympischen Spiele 1972. Dieser verlor er gegen László Orbán, Ungarn, mit 3:2 Richterstimmen, womit er die olympische Bronzemedaille gewann.
1973 wurde Pérez Profi. Er bestritt 40 Kämpfe, von denen er 27 gewann und 10 verlor. Während seiner Karriere gewann er die kolumbianische Meisterschaft im Feder- und Leichtgewicht und gewann u. a. gegen den späteren Weltmeister Eusebio Pedroza durch K. o. in der dritten Runde. 